# William Burchett
William Burchett (1694 - 27 de dezembro de 1750) foi um Cônego de Windsor de 1739 a 1750.

## Carreira
Ele foi educado no Eton College e Peterhouse, Cambridge e formou-se BA em 1716 e MA em 1719.
Ele foi nomeado para a segunda bancada na Capela de São Jorge, Castelo de Windsor, em 1739, e manteve a posição até 1750.